# 田村実造
田村 実造（たむら じつぞう、1904年5月25日 - 1999年2月24日）は、日本の東洋史学者、京都大学名誉教授、京都女子大学学長。

## 経歴
1904年、山口県生まれ。1929年京都帝国大学文学部史学科卒業。
1940年に京都帝国大学助教授となり、1947年に教授、文学部長を務め、1968年に定年退官する。京都女子大学学長。主著に『中国征服王朝の研究』、東洋史教科書作成にも多く参加した。1930年代に中国東北部の実地調査を行い、契丹・遼代の遺跡墳墓を発掘、契丹文字を初めて学会に紹介した。

## 受賞
- 1953年:朝日文化賞。
- 1954年:日本学士院賞恩賜賞受賞。
- 1974年:勲二等瑞宝章受章。

## 著書
- 『世界史からみた新東洋史』文英堂 1950
- 『中国征服王朝の研究』第1・2・3巻 東洋史研究会：同朋舎出版 1964、1974、1985
- 『慶陵の壁画 絵画・彫飾・陶磁』 同朋舎 1977
- 『中国史上の民族移動期 五胡・北魏時代の政治と社会』創文社 1985
- 『歎異抄を読む』日本放送出版協会（NHKブックス）1987
- 『アジア史を考える アジア史を構成する四つの歴史世界』中央公論社 1990
- 『中国史にみる女性群像』清水書院（清水新書）1990
- 『慶陵調査紀行』平凡社 1994

## 編著
- 『満蒙史論叢 第1』日満文化協会 1938
- 『明代満蒙史研究』京都大学文学部 1963
- 『最後の東洋的社会』（世界の歴史9）中央公論社 1961、中公文庫 1976
- 『大モンゴル帝国』（東洋の歴史7）人物往来社 1967、中公文庫 2000

## 翻訳
- イブン・ハルドゥーンの「歴史序説」アジア経済研究所 1964-1965、共訳
- 騎馬民族史 正史北狄伝.1「失韋・契丹・奚伝」魏書・北史・旧唐書・新唐書

## 記念論集
- 田村博士頌寿東洋史論叢 田村博士退官記念事業会 1968

## 関連文献
- 礪波護「本会顧問 田村実造博士の訃」『史林』第82巻第5号、史学研究会 (京都大学文学部内)、1999年9月、837-838頁、CRID 1390009224846465792、doi:10.14989/shirin_82_837、hdl:2433/239555、ISSN 0386-9369。